# 저소음 컴퓨터
저소음 컴퓨터(低騷音 - , 영어: quiet PC)는 소음이 적은 개인용 컴퓨터(PC)를 가리킨다.
저소음으로 설계된 개인용 컴퓨터들은 통상적으로 조용한 팬과 하드 디스크 드라이브를 장착하고 있다. 아직 표준화된 정의는 존재하지 않지만, 일반적으로 받아들여지는 "저소음 PC"의 정의는 컴퓨터에서 1 미터 떨어진 곳에서 측정된 소음이 30 dB을 넘지 않는 소리를 방출하는 컴퓨터를 말한다.

## 컴퓨터 소음의 배경
가정용 컴퓨터의 성능이 높아짐에 따라, 발생하는 소음 역시 정비례하여 증가해왔다. 소음 문제는 최초의 가정용 컴퓨터로 인식되고 있는 8비트 애플(Apple) 컴퓨터 시절부터 있어 왔던 문제이긴 하지만, 대중에게 널리 인지되기 시작한 것은 근래에 들어서이다.
특히, CPU 메이커인 AMD사와 인텔(Intel)사 사이에 촉발된 과도한 클럭 수(clock rate) 올리기 경쟁으로 발생한 발열 문제로 인해 중앙 처리 장치(CPU)의 발열을 해소하는 냉각장치(heatsink)에 높은 분당회전수(RPM)의 팬을 장착하게 되면서 소음이 증가하게 되었다. 따라서, 오버클러킹에 관심을 가진 컴퓨터 매니아 계층이 아닌 일반 소비자 계층의 컴퓨터에도 이러한 문제가 심각하게 대두되었고, 조용한 PC에 대한 관심 역시 증가하여 왔다.

## 소음 발생의 원인
컴퓨터 소음 발생의 근원은 크게 두 가지로 나뉜다.
- 기계적 소음
  - 컴퓨터 팬 및 광학미디어장치(시디롬 등)이나 하드디스크장치의 구동 모터에 쓰이는 베어링의 마찰 소음
  - 구동 장치에서 발생하는 진동에 의한 2차적인 진동 소음
  - 팬에서 발생하는 바람의 공기저항에 의한 2차적인 풍절음
- 전기 소음
  - 전기를 공급하는 데에 쓰이는 전기 코일에서 발생하는 미세 진동으로 인한 고주파 소음 및 기타 전자파 소음

## 조용한 PC의 구성
컴퓨터 소음을 낮추는 방법은 주로 저발열 부품을 쓰는 방법, 발열 효율을 좋게 하여 팬의 속도를 낮출 수 있도록 하는 방법, 회전구동장치에 쓰이는 조용한 베어링 방식을 선택하는 방법 등이 있다. 발열은 전기효율과 직접적인 관계를 가지고 있어, 같은 성능을 가진 부품 중에서는 전기효율이 높을수록 발열이 적다고 할 수 있다.

### 소음의 원인에 따라

#### 저소음 냉각장치(쿨러)
저소음 냉각장치는 중앙 처리 장치, 그래픽 카드, 메인보드의 노스브릿지(North Bridge) 등에 쓰이는 정품 쿨러를 대체하여 쓰인다.
저소음 냉각장치는 공랭식과 수냉식이 있다. 공랭식은 히트싱크 및 팬의 설계, 크기, 재질을 개선하여 낮은 회전의 팬으로도 충분한 냉각효율을 가져올 수 있도록 하여, 팬의 속도를 떨어트려 소음을 줄인다.
- 공랭식: 공기와 열의 접촉면을 증가시키는 히트싱크와 팬으로 구성.
  - 종류: 히트싱크(Heatsink)에 팬이 장착되어 있는 직접 냉각(Active) 방식과 팬이 없이 자연적인 공기 순환으로 냉각하는 간접 냉각(Passive) 방식이 있음.
  - 히트싱크: 알루미늄(Al), 구리(Cu), 알루미늄구리합금(AlCu) 등이 주로 쓰인다. 방열 효율이 가장 높은 재질은 구리이나 높은 가격으로 인해 알루미늄을 많이 쓰인다.
  - 히트파이프: 열을 빠르게 퍼뜨리기 위해 전도 효율을 좋게 할 목적으로 파이프 안에 열 전도가 잘되는 화학 물질이 들어 있는 히트파이프가 히트싱크와 병행하여 쓰인다. 한 개의 대형 히트싱크에 쓰이거나 여러 개의 히트싱크를 하나의 팬으로 식히기 위한 목적으로 연결하기 위해서도 쓰인다.
- 수냉식: 에어컨과 구조가 비슷하며 히트싱크, 물통, 레디에이터로 구성되어 있다.

#### 전기 소음
전기 소음은 주로 전기를 공급하는 역할을 하는 전기코일에 의해 발생한다. 이러한 전기 코일은 미세한 고속의 진동을 일으켜 고주파 진동 소음을 일으킨다. 저소음 컴퓨터에는 초크코일을 사용한 메인보드 및 그래픽카드를 사용한다.
사용되는 코일의 종류
- 원형코일: 전통적 방식으로 코일이 노출되어 있어 발열에는 좋으나 고주파 진동 소음을 일으킬 수 있음.
- 반초크코일: 네모 상자 안에 코일이 있으며 발열해소를 위해 상단부는 노출되어 있음.
- 초크코일: 밀폐된 네모 상자 안에 코일이 있어, 소음의 우려가 가장 적음.

전문가급에서는 원형코일이나 반초크코일의 미세 진동 고주파 소음을 해소하기 위해 순간접착제를 한 방울 떨구어 주기도 하나, 이러한 자가 해결 방식을 사용하여 문제가 생길 경우, 고객 서비스(애프터 서비스)가 되지 않을 수 있음.

### 부품에 따라

#### 중앙 처리 장치
마이크로프로세서 역시 고열 상태에서 작동하게 되면 수명이 저하된다. 원료(실리카 등)에 따라 다르지만 일반적인 마이크로프로세서의 수명이 25년 이상이고, 일반적인 컴퓨터의 수명이 5년 이하임을 감안할 때, 고열에 의한 마이크로프로세서의 내구성 문제는 없다. 마이크로프로세서의 작동 한계는 섭씨 85도 정도이나, 70도를 넘는 것은 안정성에 문제를 가져 올 수 있으며, 발열이 높아질수록 부착된 냉각장치의 팬이 고회전으로 작동한다.
따라서, 냉각을 우려하기 이전에 발열이 적은 중앙 처리 장치(CPU)로 컴퓨터를 구성하는 것도 한 가지 방법이라고 할 수 있다. 중앙 처리 장치(CPU)의 발열량을 간단히 알고자 하면 전기소모량인 "TDP" 값으로 비교할 수 있다. "TDP"는 와트(W)로 표기된다. CPU는 일반적으로 제조사(AMD, Intel, Via) + 모델명 (64 X2, Core2Duo 등) + 개발코드명 (Brisbane, Conroe 등) + 모델 번호 (+4000, 6600 등)으로 식별할 수 있다. 또한, 같은 모델명이나 코드명의 제품이라도 제조공정에 따라 "TDP" 값이 차이가 나기도 한다.
모델별 "TDP" (괄호안은 Cool'n'Quiet, Speed Stepping 등 낮은 전력 모드의 TDP)
- AMD X2 BE-2xxx: 45 와트 (27 와트)
- AMD 64 X2 브리즈번(Brisbane) +3~5xxx: 65 와트
- AMD 64 X2 윈저(Winsor) +3~5xxx: 85 와트
- 인텔 코어 2 듀오 콘로: 65~85 와트
- 인텔 펜티엄 4 프레스캇 3~6xx: 103 와트
- 비아(Via) C7: 12~20 와트

#### 메인보드
메인보드의 주 발열 요인은 노스브릿지다. 노스브릿지에는 통합 그래픽 칩은 시리얼 ATA나 메모리 등 주변장치의 제어 회로를 포함하고 있으며 보드 내장 그래픽코어(GPU)가 포함되기도 한다. 한때는 팬이 장착되기도 하였으나, 최근에는 히트싱크(heatsink)만이 장착되어 간접적으로(Passive) 냉각되고 있는 추세이다.
또 다른 소음의 원인은 전력을 공급하기 위한 전기 코일의 미세한 진동으로 높은 주파음이 발생하는 전기 소음이다.
제품별 풀로드시의 전력 소모량 비교:
- AMD 690G: 9 와트
- 인텔 865P: 28 와트

#### 그래픽 카드
최근, 게임이나 3D 작업용 그래픽카드의 그래픽 코어(GPU)가 CPU와 유사한 집적도를 가지게 됨에 따라 그래픽 코어(GPU)의 냉각 장치가 중요해졌다. 메인보드 내장형 그래픽 칩셋이 아닌 별도로 장착된 PCI 익스프레스 호환 그래픽카드의 경우 일반적으로 50~100 와트이며 (엔비디아 8600GT의 경우 약 65 와트), 사양이 높은 그래픽 카드와 듀얼 그래픽 카드를 구성하면 그래픽 카드의 전력 소모량만 300 와트를 넘기도 한다.
이렇게 전력 소모량이 늘어남에 따라 발열도 당연히 올라가게 되어 그래픽 코어(GPU)에 장착된 냉각 장치에서 발생하는 소음 역시 무시하지 못하게 되었으며, 이에 따라 저소음 컴퓨터 구성시 저소음 냉각장치(쿨러)를 장착한다.
또 다른 소음의 원인은 전력을 공급하기 위한 전기 코일의 미세한 진동으로 고주파음이 발생하는 전기 소음이다.

#### 하드 디스크
하드 디스크의 소음은 두 가지로 나뉜다.
- 모터 소음: 모터는 상당히 빠르게 회전하여 (5400~15,000 RPM) 소음 문제를 일으킨다. 저소음 컴퓨터를 구성할 때에는 위의 베어링 방식에서 언급한 베어링의 종류를 눈여겨 볼 필요가 있지만, 최근에는 대부분의 제조사들이 유체베어링 방식을 사용하여 단순한 표기 사항으로는 구분하기 어려우며 소비자의 사용기에 의존해야 할 수도 있다.

- 헤드 소음: 헤드 소음은 기술적인 이해가 없이는 접근이 어려운 부분이나, 주로 300 기가바이트 이상의 대용량 하드디스크에서 채용되는 수직기록방식의 헤드 소음이 더 크다고 알려져 있다. 하지만, 이미 대세로 자리잡아가는 수직기록방식의 하드디스크를 피할 수는 없을 것으로 보이며, 같은 방식을 채택하더라도 소음 정도는 각 제조사의 세부적 기술력에 따라 다르다.

- 저소음 컴퓨터 구성시에는 실제 사용자의 사용기에 의존한다. 유체베어링을 HDD에 처음 채택한 회사는 후지쯔사이며, 주류로 끌어 올린 것은 시게이트사이지만, 어느 특정 회사의 특정 제품이 저소음인지에 대해서는 매우 주관적이며 논란의 소지가 있어 여기에는 기술하지 않는다.

#### 광학 기기
미디어를 고속으로 회전시키는 광학 기기는 구동할 때 상당히 높은 소음을 일으키기도 한다. 일반적으로는 프로그램을 설치하는 등의 용도로만 쓰여서 빈번히 사용하지 않아 큰 문제가 되지 않으나, "HTPC" 용도 등으로 자주 구동한다면 문제가 될 수 있다.
광학장치는 일부 제품에 강제로 저속으로 구동하는 기능이나 프로그램이 있기도 하다.

#### 케이스
케이스 소음의 주 원인은 내부 장치의 발열이 케이스 밖으로 원활히 빠져나가기 위한 흡입 및 배출용 케이스팬의 베어링 소음, 공기 저항으로 인한 풍절음, 내부 구동 장치의 진동으로 인한 진동 소음 등이 있다.
- 공기순환: 컴퓨터 케이스에는원활한 공기순환을 위해 각각 흡입 팬과 배출팬 다수가 있을 수 있음. 작은 슬림형 "Low Profile" (LP) 케이스 등에는 별도의 케이스 흡입 팬이 없고 전원공급장치의 팬과 중앙 처리 장치의 팬이 흡입팬 역할을 하기도 한다.
- 흡입/배출구 디자인: 팬이 직접 설치되는 흡입·배출구에는 풍절음을 줄이기 위해서 기존의 원형 통풍구 대신 공기저항을 최대한 줄이는 벌집 모양 통풍구 사용.
- 케이스 견고도: 방열효율을 위해 구리, 알루미늄 케이스도 존재하고, 미관을 위해서 투명 PVC 재질이 쓰이기도 함. 진동 소음을 줄이기 위한 방진의 강도를 위해서는 일반적으로 0.5T 이상의 아연도금 강판이 쓰임.

#### 전원공급장치(PSU)
컴퓨터 전원공급장치 또는 파워서플라이(Power Supply Unit; PSU)는 가정의 110V~240V 전압을 컴퓨터의 각 주변기기에 공급하는 전압인 12V, 5V, 3.3V로 변환하여 전력을 공급하는 역할을 담당한다.
주로 쓰이는 전원공급장치의 전기용량은 250W~450W이며, 높은 열을 발생하여 내부에 히트싱크(heatsink)와 팬이 장착되어 있다.
중가형 이상의 제품에는 발열 정도에 따라 팬 속도를 조절하는 노이즈 킬러(Noise-killer) 기능과 전자파 감소 기능이 탑재되어 소음을 감소시키며, 장착되는 팬의 품질도 영향을 미칩니다. 고급형 제품에 장착된 팬의 소음도 크다고 생각되면 팬만 교체하기도 한다. 제품에 쓰인 캐패시터(Capacitor)등의 품질에 기인한 전력 변환 효율이 발열에 더욱 큰 영향을 미친다. 전력변환 효율이 떨어지면 변환되지 못한 전기가 열로 전환되면서 발열이 증가하고, 그에 따라 팬의 속도도 증가하기 때문이다. 또한, 고급형에만 탑재된 능동형(Active) PFC 기능이 발열 감소에 약간은 영향을 미치기도 한다.